# Weltreiterspiele 2002

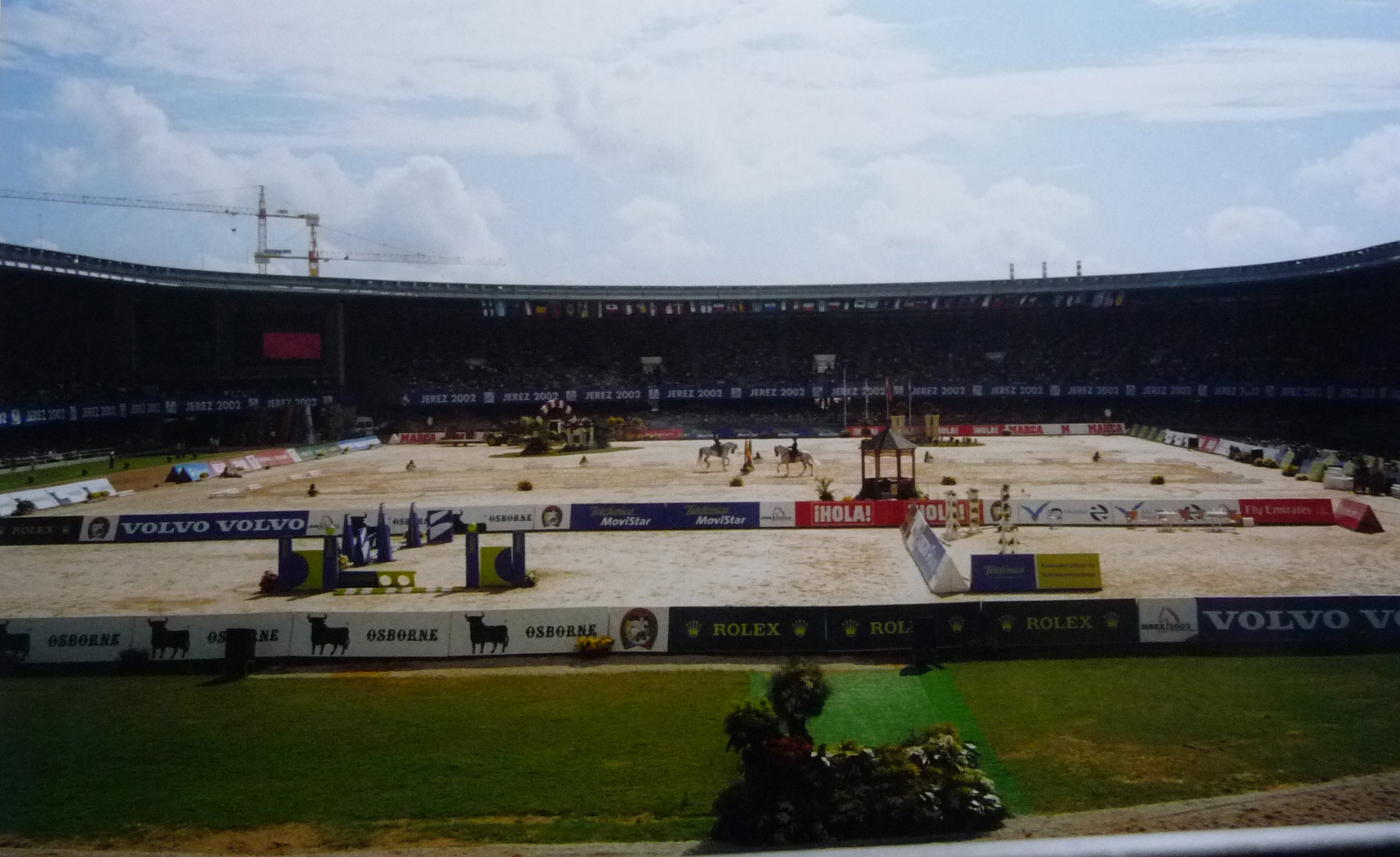
Estadio de Chapín, 2002

Die Weltreiterspiele 2002 sind die Weltmeisterschaften im Pferdesport. Sie wurden vom 10. September bis 22. September 2002 in Jerez de la Frontera (Spanien) ausgetragen.
Die im Vierjahresrhythmus von der FEI ausgetragenen Weltreiterspiele fanden in Jerez zum vierten Mal statt. Der Hauptaustragungsort war das für die Veranstaltung umgebaut Estadio Municipal de Chapín, das sonst als Fußballstadion dient. Es wurden 15 Wettkämpfe in sieben Disziplinen ausgetragen. 2002 war Reining zum ersten Mal bei den Weltreiterspielen vertreten. Es wurden insgesamt 45 Medaillen vergeben.

## Fahren
Die Vierspännerfahrer repräsentieren mit ihren Gespannen bei den Weltreiterspielen den Fahrsport. Bei den Fahrwettbewerben der Vierspänner wurden drei Teilprüfungen bestritten: die Fahr-Dressur, das Marathonfahren und das Hindernisfahren. An den Fahrwettbewerben traten 43 Vierspänner aus 17 Ländern an.
| Platz  | Fahrer             | Land        | Dressur | Marathon | Hindernisfahren | Gesamt |
| ------ | ------------------ | ----------- | ------- | -------- | --------------- | ------ |
| Gold   | Ijsbrand Chardon   | Niederlande | 34,08   | 100,22   | 0,00            | 134,3  |
| Silber | Christoph Sandmann | Deutschland | 41,6    | 93,97    | 0,5             | 136,07 |
| Bronze | Tomas Eriksson     | Schweden    | 43,04   | 92,63    | 5,00            | 140,67 |

| Platz  | Fahrer                                        | Land               | Gesamt |
| ------ | --------------------------------------------- | ------------------ | ------ |
| Gold   | Ijsbrand Chardon Mark Weusthof Tom Monhemius  | Niederlande        | 275,00 |
| Silber | Tucker Johnson Chester Weber James Fairclough | Vereinigte Staaten | 286,50 |
| Bronze | Christoph Sandmann Rainer Duen Michael Freund | Deutschland        | 178,30 |

## Vielseitigkeit
| Platz  | Reiter             | Pferd             | Pays                   | Dressur | Gelände | Springen | Gesamt |
| ------ | ------------------ | ----------------- | ---------------------- | ------- | ------- | -------- | ------ |
| Gold   | Jean Teulère       | Espoir de la Mare | Frankreich             | 34.20   | 7.60    | 4.00     | 45.80  |
| Silber | Jeanette Brakewell | Over To You       | Vereinigtes Königreich | 45.20   | 2.80    | 4.00     | 52.00  |
| Bronze | Piia Pantsu        | Ypäjā Karuso      | Finnland               | 35.00   | 9.60    | 8.00     | 52.60  |

| Platz  | Reiter                                                       | Pferd                                                           | Land                   | Gesamt |
| ------ | ------------------------------------------------------------ | --------------------------------------------------------------- | ---------------------- | ------ |
| Gold   | John Williams Kimberly Vinoski David O’Connor Amy Tryon      | Carrick Winsome Adante Giltedge Poggio II                       | Vereinigte Staaten     | 175.40 |
| Silber | Cédric Lyard Jean Teulère Jean-Luc Force Didier Courrèges    | Fine Merveille Espoir de la Mare Crocus Jacob Free Style ENE HN | Frankreich             | 192.40 |
| Bronze | Jeanette Brakewell Pippa Funnell William Fox-Pitt Leslie Law | Over To You Supreme Rock Tamarillo Shear H20                    | Vereinigtes Königreich | 199.00 |

## Dressur

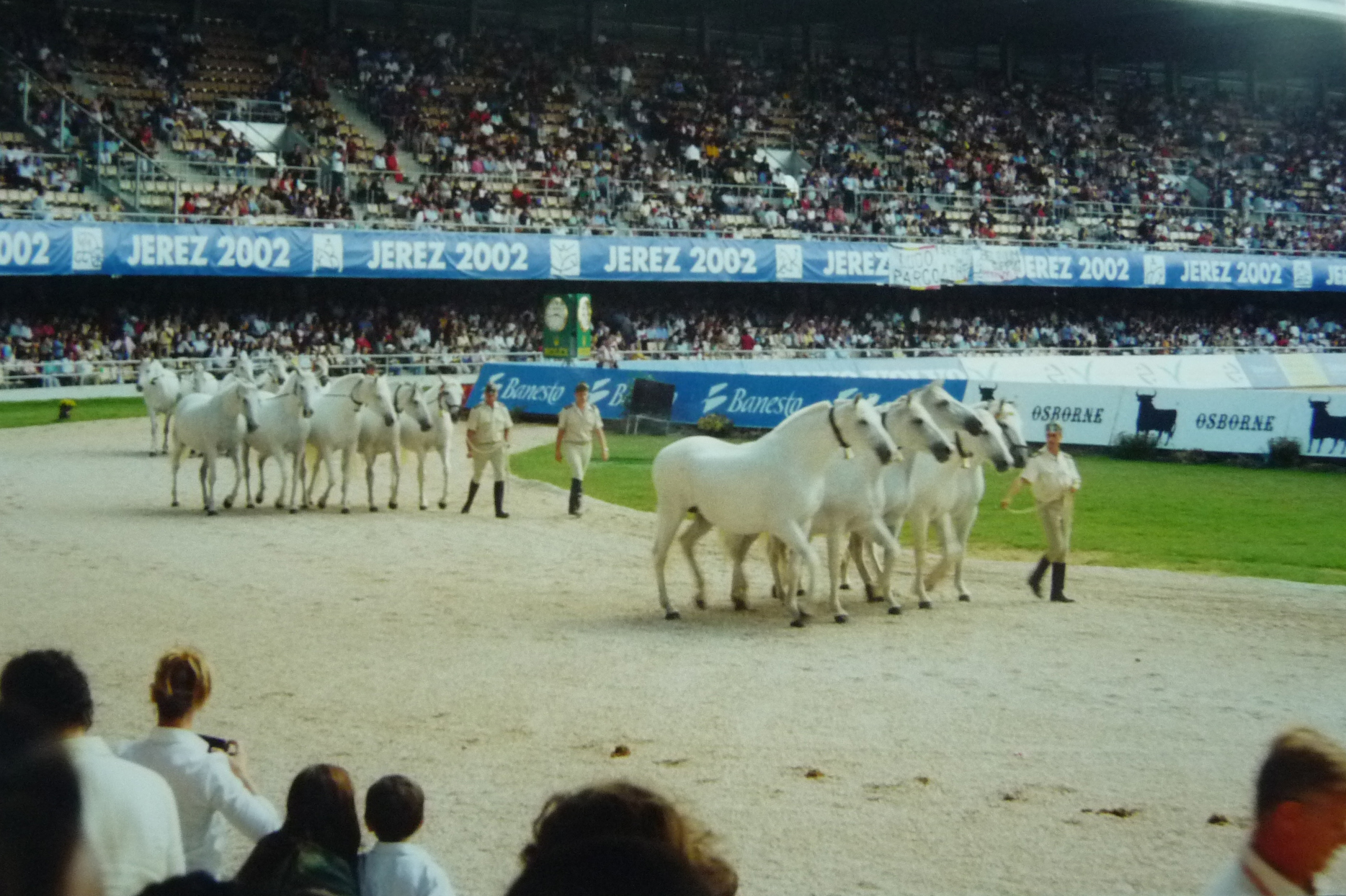
Schaubild bei den Weltreiterspielen 2002

| Platz  | Reiter               | Pferd      | Land        | Note   |
| ------ | -------------------- | ---------- | ----------- | ------ |
| Gold   | Nadine Capellmann    | Farbenfroh | Deutschland | 237.51 |
| Silber | Beatriz Ferrer-Salat | Beauvalais | Spanien     | 234.38 |
| Bronze | Ulla Salzgeber       | Rusty 47   | Deutschland | 233.54 |

| Platz  | Reiter                                                                                   | Pferd                                       | Land               | Note |
| ------ | ---------------------------------------------------------------------------------------- | ------------------------------------------- | ------------------ | ---- |
| Gold   | Nadine Capellmann Ulla Salzgeber Klaus Husenbeth Ann-Kathrin Linsenhoff                  | Farbenfroh Rusty 47 Piccolino Renoir-Unicef | Deutschland        | 5642 |
| Silber | Deborah McDonald Lisa Wilcox Susan Blinks Guenter Seidel                                 | Brentina Relevant Flim Flam Nikolaus 7      | Vereinigte Staaten | 5527 |
| Bronze | Beatriz Ferrer-Salat Rafael Soto Andrade Juan Antonio Jimenz Cobo Ignacio Rambla Algarin | Beauvalais Invasor Guizo Granadero          | Spanien            | 5403 |

## Distanzreiten
Von 150 teilnehmenden Pferden aus 36 Ländern konnten 64 Pferde die Prüfung erfolgreich beenden.
| Platz  | Reiter                    | Pferd               | Land                         | benötigte Zeit  | Durchschnitt |
| ------ | ------------------------- | ------------------- | ---------------------------- | --------------- | ------------ |
| Gold   | Ahmed bin Mohd al Maktoum | Bowman              | Vereinigte Arabische Emirate | 9 h 19 min 29 s | 17,19 km/h   |
| Silber | Antonio Rosi              | Alex Raggio di Sole | Italien                      | 9 h 35 min 23 s | 16,72 km/h   |
| Bronze | Sunny Demedy              | Fifi du Bagnas      | Frankreich                   | 9 h 38 min 47 s | 16,62 km/h   |

| Platz  | Reiter                                                                           | Pferd                                                       | Land       | Gesamtzeit       |
| ------ | -------------------------------------------------------------------------------- | ----------------------------------------------------------- | ---------- | ---------------- |
| Gold   | Emmanuelle Bellefroid Jean-Philippe Frances Sunny Demedy Maya Killa Perringerard | Antinea de Nau Djellab*HN Fifi du Bagnas Varoussa           | Frankreich | 30 h 37 min 01 s |
| Silber | Roberto Busi Antonio Rosi Fausto Fiorucci Mario Cutolo                           | Al Jasir Alex Raggio di Sole Faris Jabar Zyad el Asil       | Italien    | 31 h 05 min 52 s |
| Bronze | Kristie McGaffin Penelope Toft Margaret Wade Susan Crockett                      | Castelbar Macleod Bremervale Justice Castelbar Treaty Jonah | Australien | 32 h 57 min 47 s |

## Reining
| Platz  | Reiter          | Pferd                | Land               | Gesamtpunktzahl |
| ------ | --------------- | -------------------- | ------------------ | --------------- |
| Gold   | Tom McCutcheon  | Gunners Special Nite | Vereinigte Staaten | 228.00          |
| Silber | Craig Schmersal | Mister Montana Nic   | Vereinigte Staaten | 223.00          |
| Bronze | Duane Latimer   | Dun Playin Tag       | Kanada             | 222.50          |

| Platz  | Reiter                                                           | Pferd                                                                       | Land               | Gesamt-punkte |
| ------ | ---------------------------------------------------------------- | --------------------------------------------------------------------------- | ------------------ | ------------- |
| Gold   | Shawn Flarida Tom McCutcheon Craig Schmersal Scott McCutcheon    | San Jo Freckless Conquistador Whiz Tidal Wave Jack Inwhizable               | Vereinigte Staaten | 657,5         |
| Silber | François Gauthier Jason Grimshaw Shawna Sapergia Patrice St-Onge | Ghost Buster Baby Listo Pollito Lena Pretty Much Eagle Slip Me Another Kiss | Kanada             | 650,0         |
| Bronze | Dario Carmignani Adriano Meacci Nic Cordioli Marco Manzi         | Frozen Sailor Jodi Tamara RS Little Red Jaba Spanish Snapper                | Italien            | 646,0         |

## Springreiten
| Platz  | Reiter          | Land               | Strafpunkte |
| ------ | --------------- | ------------------ | ----------- |
| Gold   | Dermott Lennon  | Irland             | 4           |
| Silber | Eric Navet      | Frankreich         | 8           |
| Bronze | Peter Wylde     | Vereinigte Staaten | 12          |
| 4      | Helena Lundbäck | Schweden           | 21          |

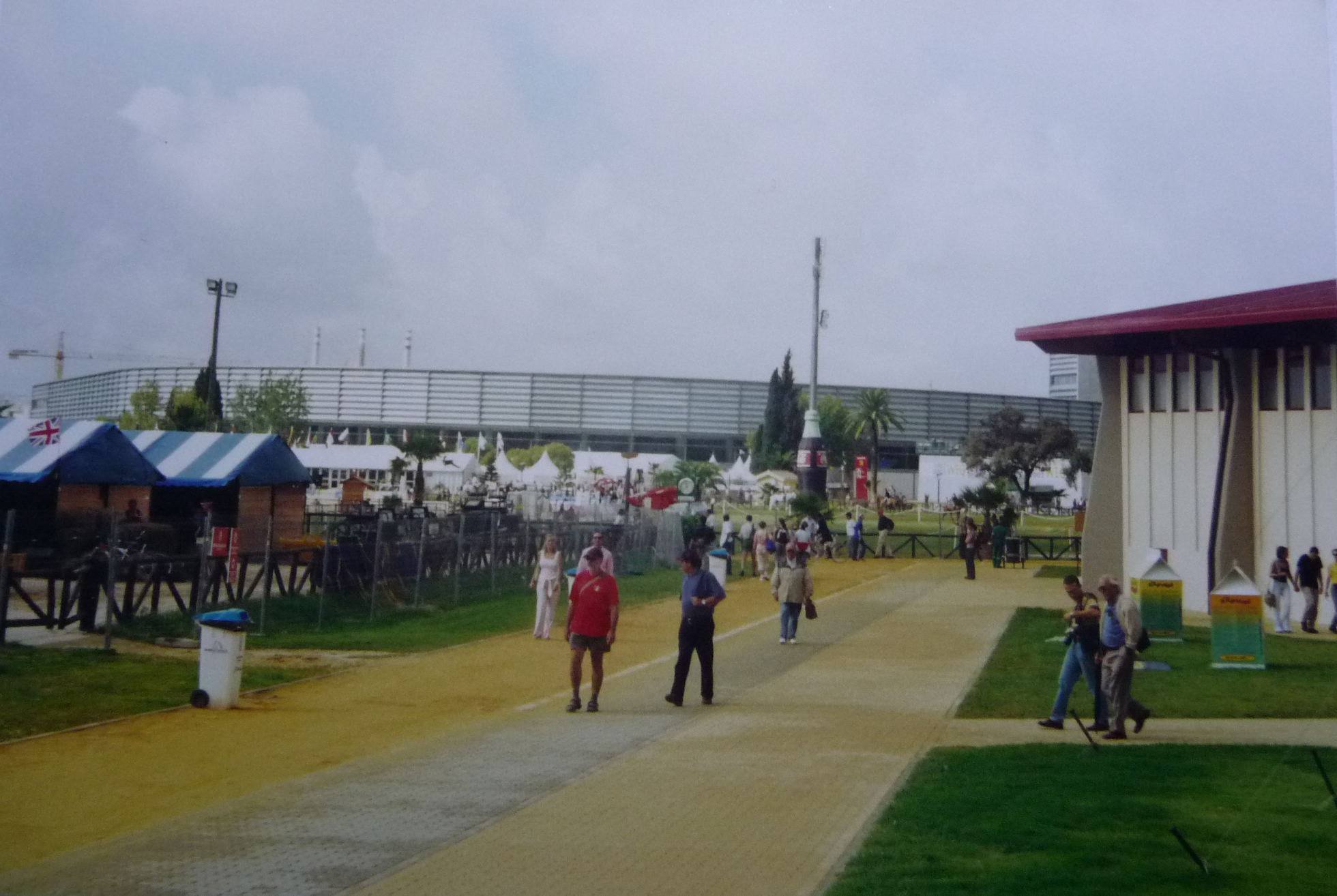
Jerez de la Frontera, 2002

Am Abschlussspringen nehmen die vier besten Reiter teil. Jeder Reiter reitet den Parcours einmal mit jedem der vier Pferde. Im Fall eines Gleichstandes gibt es ein Stechen nach Punkten und Zeit.
| Platz  | Reiter                                                             | Pferd                                                               | Land       | Strafpunkte |
| ------ | ------------------------------------------------------------------ | ------------------------------------------------------------------- | ---------- | ----------- |
| Gold   | Éric Levallois Eric Navet Gilles Bertrán de Balanda Reynald Angot  | Diamant de Semilly Ecolit Dollar du Mûrier Crocus Graverie Tialoc M | Frankreich | 13,22       |
| Silber | Malin Baryard Helena Lundbäck Royne Zetterman Peter Eriksson       | H&M Butterly Flip Utfors Mynta Richmont Park VDL Cardento 933       | Schweden   | 21,02       |
| Bronze | Jos Lansink Peter Postelmans Stanny Van Paesschen Philippe Lejeune | AK Caridor Z Oleander O de Pomme Nabab de Rêve                      | Belgien    | 22,68       |

## Voltigieren
- Es waren 30 Teilnehmer aus 16 Ländern.

| Platz  | Name          | Longe                | Pferd              | Land               | Note  |
| ------ | ------------- | -------------------- | ------------------ | ------------------ | ----- |
| Gold   | Matthias Lang | Marina Dupon Joosten | Farceur Breceen*HN | Frankreich         | 8,973 |
| Silber | Gero Meyer    | Kirsten Graf         | Kolumbus           | Deutschland        | 8,771 |
| Bronze | Devon Maitozo | Petra Reichelt       | Abu Dhabi 2        | Vereinigte Staaten | 8,612 |

- 47 Teilnehmerinnen aus 19 Ländern gingen an den Start.

| Platz  | Name           | Longe           | Pferd                | Land        | Note  |
| ------ | -------------- | --------------- | -------------------- | ----------- | ----- |
| Gold   | Nadia Zülow    | Agnes Werhahm   | Rubins Universe      | Deutschland | 8,835 |
| Silber | Rikke Laumann  | Johnny Fiskbaek | Milano               | Dänemark    | 8,555 |
| Bronze | Ines Jückstock | Ruth Jückstock  | Dallmers Little Foot | Deutschland | 8,450 |

- Es waren 14 teilnehmende Gruppen.

| Platz  | Longe              | Pferd    | Land        | Note  |
| ------ | ------------------ | -------- | ----------- | ----- |
| Gold   | Hanne Strübel      | Wanderer | Deutschland | 8,199 |
| Silber | Annemarie Gebs jun | Le Grand | Schweiz     | 8,042 |
| Bronze | Johnny Fiskbaek    | Galestro | Schweden    | 7,821 |